# Padang Besar (Thailand)
Padang Besar (ปาดังเบซาร์) ist eine Grenzstadt an der Grenze zwischen Thailand und Malaysia im Landkreis (Amphoe) Sadao, Provinz Songkhla, Süd-Thailand gegenüber von Padang Besar (Malaysia).
Seit 2004 hat Padang Besar einen Stadt-Status (Thesaban Mueang) und besteht aus Teilen der Gemeinde (Tambon) Padang Besar. Im Jahr 2007 hatte die Stadt eine Einwohnerzahl von 13.748. Padang Besar ist vor allem für malaysische Tagestouristen ein beliebter Einkaufsort für Lebensmittel, Früchte und Textilien.

## Geschichte
Padang Besar wurde 1967 zunächst als Sanitär-Bezirk (Sukhaphiban - สุขาภิบาล) eingerichtet.
Wie alle Sanitär-Bezirke wurde sie 1999 zu einer Kleinstadt (Thesaban Tambon) heraufgestuft.
Der Aufstieg zu einer Stadt (Thesaban Mueang) wurde am 8. November 2004 rechtsgültig.

## Galerie

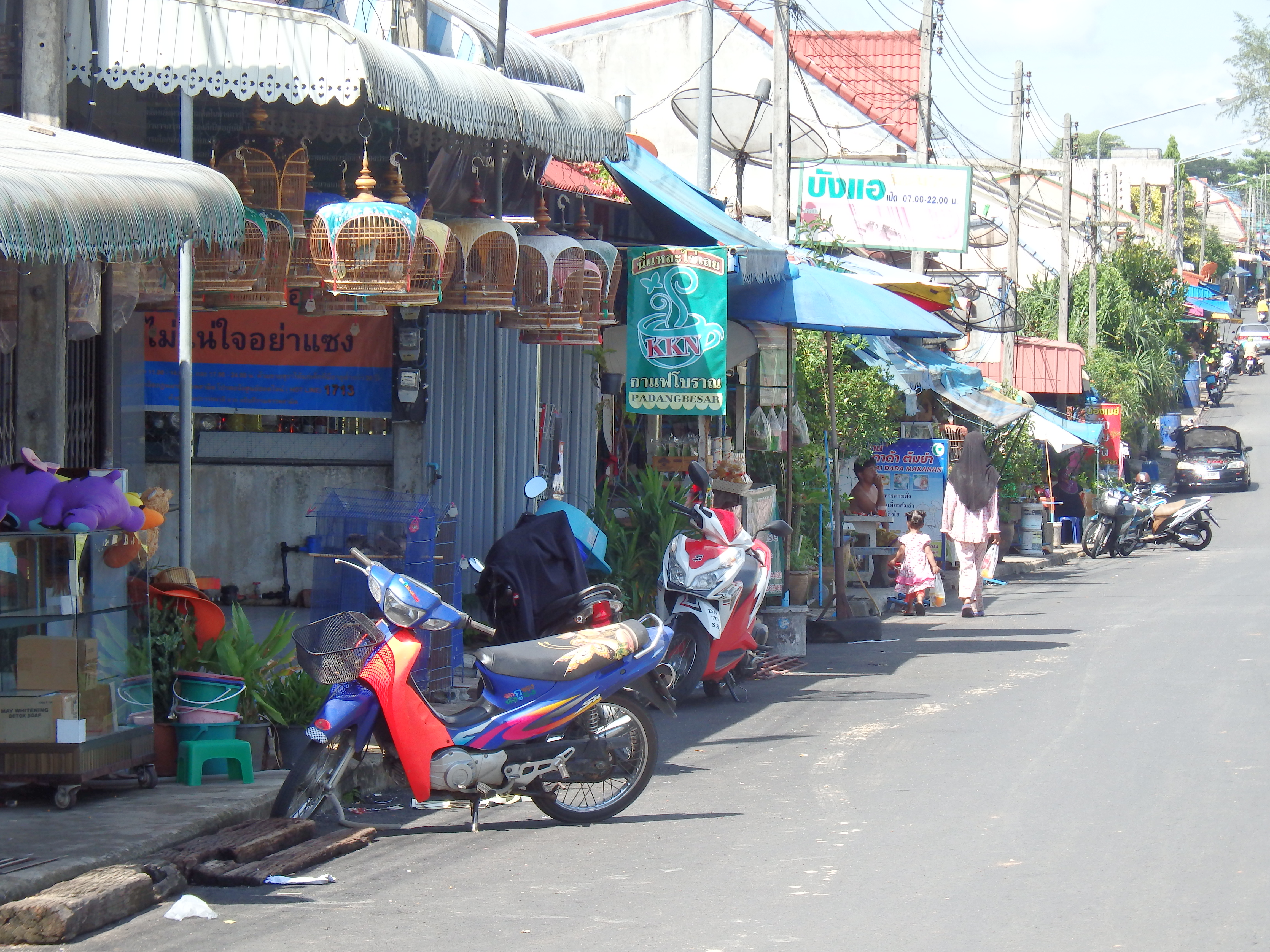
Padang Besar
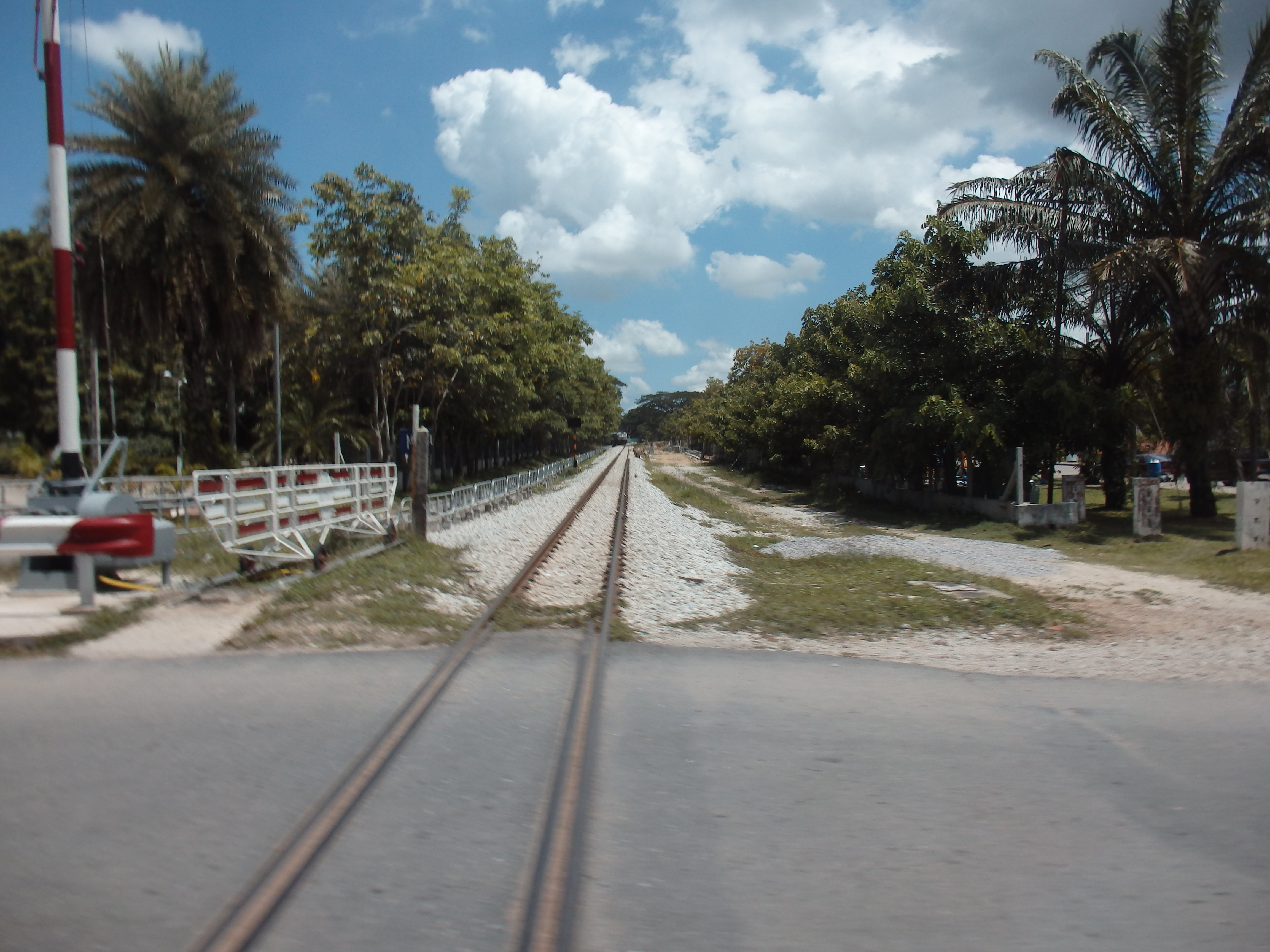
Internationale Eisenbahnstrecke
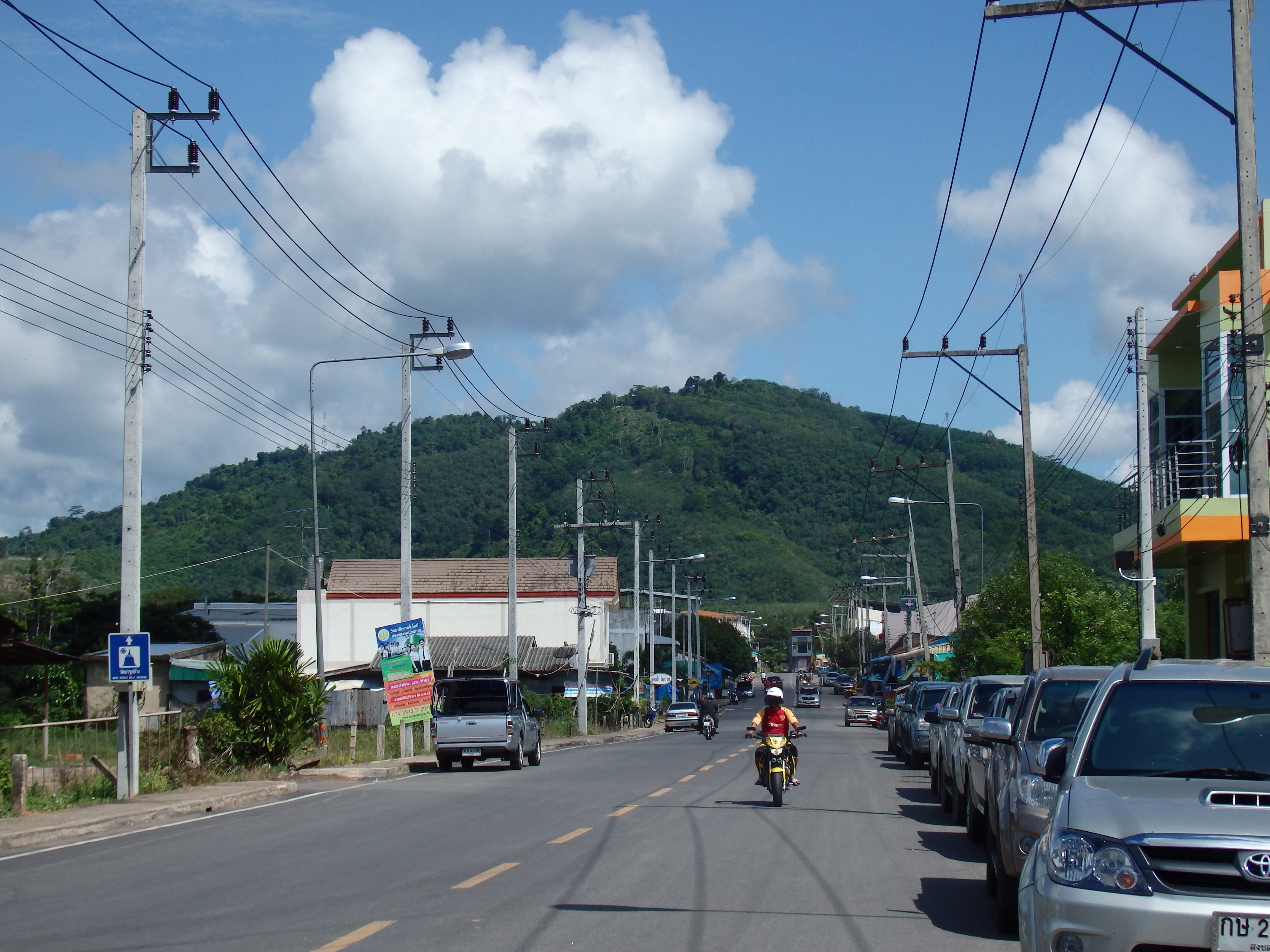
Padang Besar
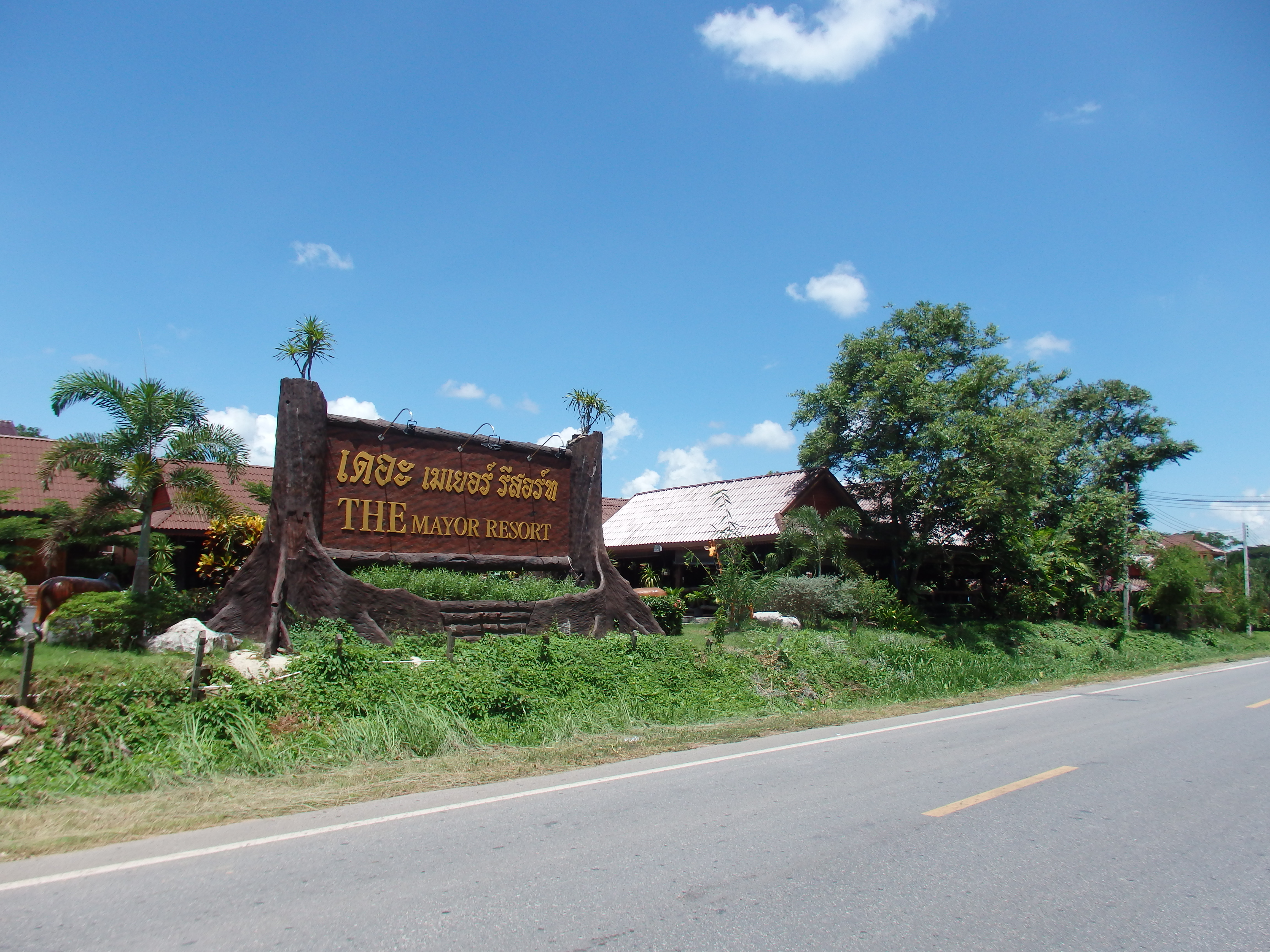
„The Mayor Resort“ in Padang Besar
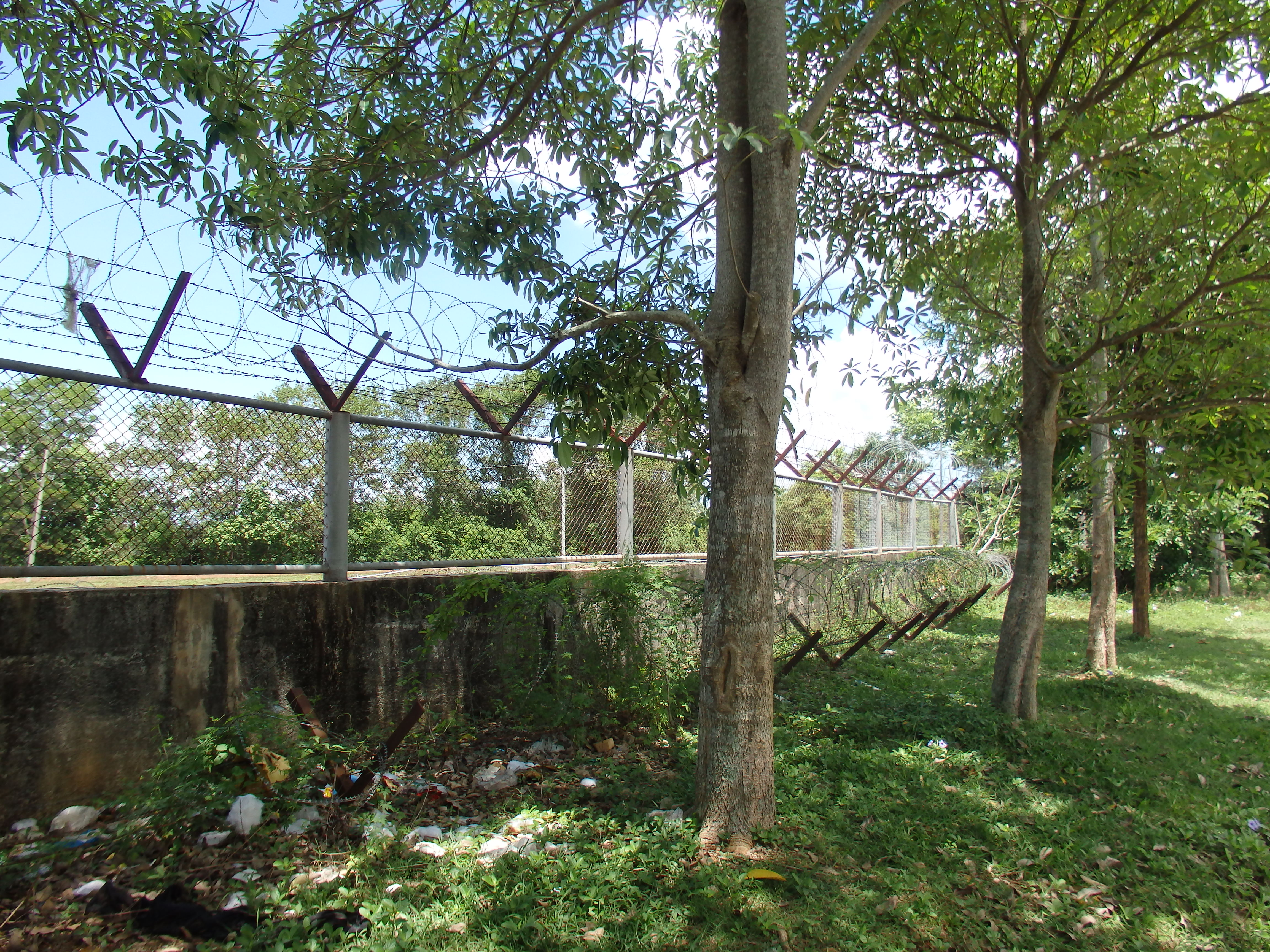
Grenze zwischen Thailand und Malaysia
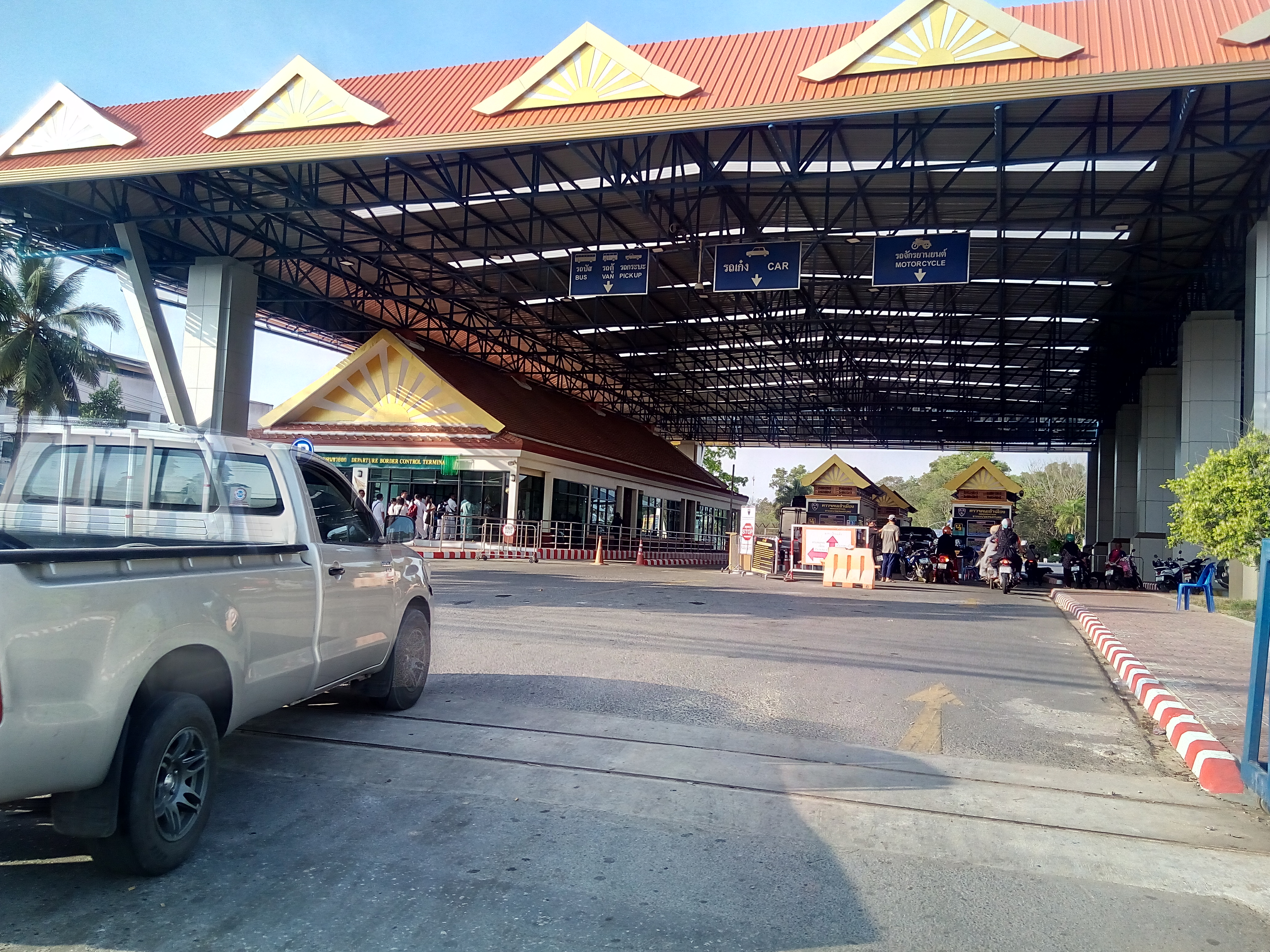
Grenzübergang in Padang Besar